# Chirchankal, Muddebihal
Chirchankal là một làng thuộc tehsil Muddebihal, huyện Bijapur, bang Karnataka, Ấn Độ.